# Fasciospongia turgida
Fasciospongia turgida är en svampdjursart som först beskrevs av Jean-Baptiste Lamarck 1814.  Fasciospongia turgida ingår i släktet Fasciospongia och familjen Thorectidae. Inga underarter finns listade i Catalogue of Life.